# Гаврилович, Милан
Милан Гаврилович (серб. Milan Gavrilović) (1882 — 1976) — югославский дипломат, министр иностранных дел.

## Биография
Получил начальное и среднее образование в Восточной Сербии. В 1901 поступил на юридический факультет Белградского университета, редактировал студенческую газету «Ослобођење», подрабатывает репортёром в белградской газете «Дневни лист». В 1902 отстранён на год от университета за отказ посещать занятия в качестве политического протеста. 
В 1905 во время пасхальных каникул присоединился к четникам, чтобы бороться за освобождение южной Сербии, ранен в Челопекской битве. В следующем году заканчивает обучение в университете и ещё через год поступает на юридический факультет Парижского университета, в 1911 получает степень доктора права, его диссертация «Правовое государство» (фр. «État de droit») была удостоена французской государственной премии. По возвращении поступает на работу в политический отдел министерства иностранных дел Сербии, но уже в 1912 принимает неофициальный отпуск от министерства, чтобы сражаться в Балканской войне как четник. С 1913 до 1916 является секретарём премьер-министра и министра иностранных дел Н. Пашича, в этот период в 1914 женится на Елене Цинцар-Янкович. 
С 1916 до 1923 служит в Лондоне, Афинах, Берлине и Риме, уволившись с дипломатической службы в ранге советника. 
В 1920 вступает в новосозданную Аграрную партию (Земљорадничка странка) и избирается членом исполнительного комитета, с 1921 до 1938 является её вице-президентом, затем до 1976 президентом. В 1923 публикует монографию «Политическая и экономическая демократия», которая принята в качестве платформы Сербской аграрной партии. С 1923 до 1930 главный редактор «Политики», но из-за давления, оказываемого режимом короля Александра I Карагеоргиевича, вынужден покинуть газету. С 1936 до 1937 играет важную роль в переговорах по соглашению между хорватским лидером доктором В. Мачеком и сербскими оппозиционными партиями. 
С 1940 до 1941 королевский посланник Югославии в Советском Союзе. Пытался помешать присоединению Югославии к Тройственному пакту. 22 марта 1941 года Гаврилович спросил первого заместителя наркома иностранных дел СССР Андрея Вышинского можно ли ему, Гавриловичу, в телеграмме югославскому правительству сообщить (как личное впечатление), что для советского руководства не имеет значения присоединится ли Югославия к Тройственному пакту. В тот же вечер Вышинский на личном приеме сказал Гавриловичу, что его просьба беспредметна, так как СССР известно, что вопрос о присоединении Югославии к Тройственному пакту уже решен. Об этом разговоре с Вышинским Гаврилович сообщил министру Цинцар-Марковичу. Свой поступок Гаврилович объяснил тем, что надо было выяснить советскую реакцию возможного присоединения к Тройственному пакту. 24 марта 1941 года министр иностранных дел Югославии Цинцар-Маркович сообщил Гавриловичу о решении югославского правительства присоединиться к Тройственному пакту.
После апрельской войны оставался ещё несколько месяцев в Москве, где в июле 1941 года был признан советским правительством как представитель правительства Югославии в изгнании. По свидетельству генерала Павла Судоплатова, к весне 1941 года Гаврилович был полностью завербованным агентом ИНО ГУГБ НКВД, хотя советской разведке было известно о его негласном сотрудничестве с правительством Британии, посольство которой в Москве он регулярно посещал; продолжал встречаться с Павлом Фитиным и после разгрома Югославии Германией.
По прибытии в Лондон в январе 1942 года назначен министром юстиции в правительстве Слободана Йовановича. 
В 1950 переезжает в США, публикует множество статей о коммунизме на английском и сербском языках. Уходит в отставку со всех официальных должностей после своего восьмидесятилетия в 1962, но остаётся активным до самой смерти, пишет монографии и статьи, ведет объёмную переписку. Похоронен в Сербском православном монастыре Святого Саввы неподалёку от Чикаго.